# Nezaket Ekici

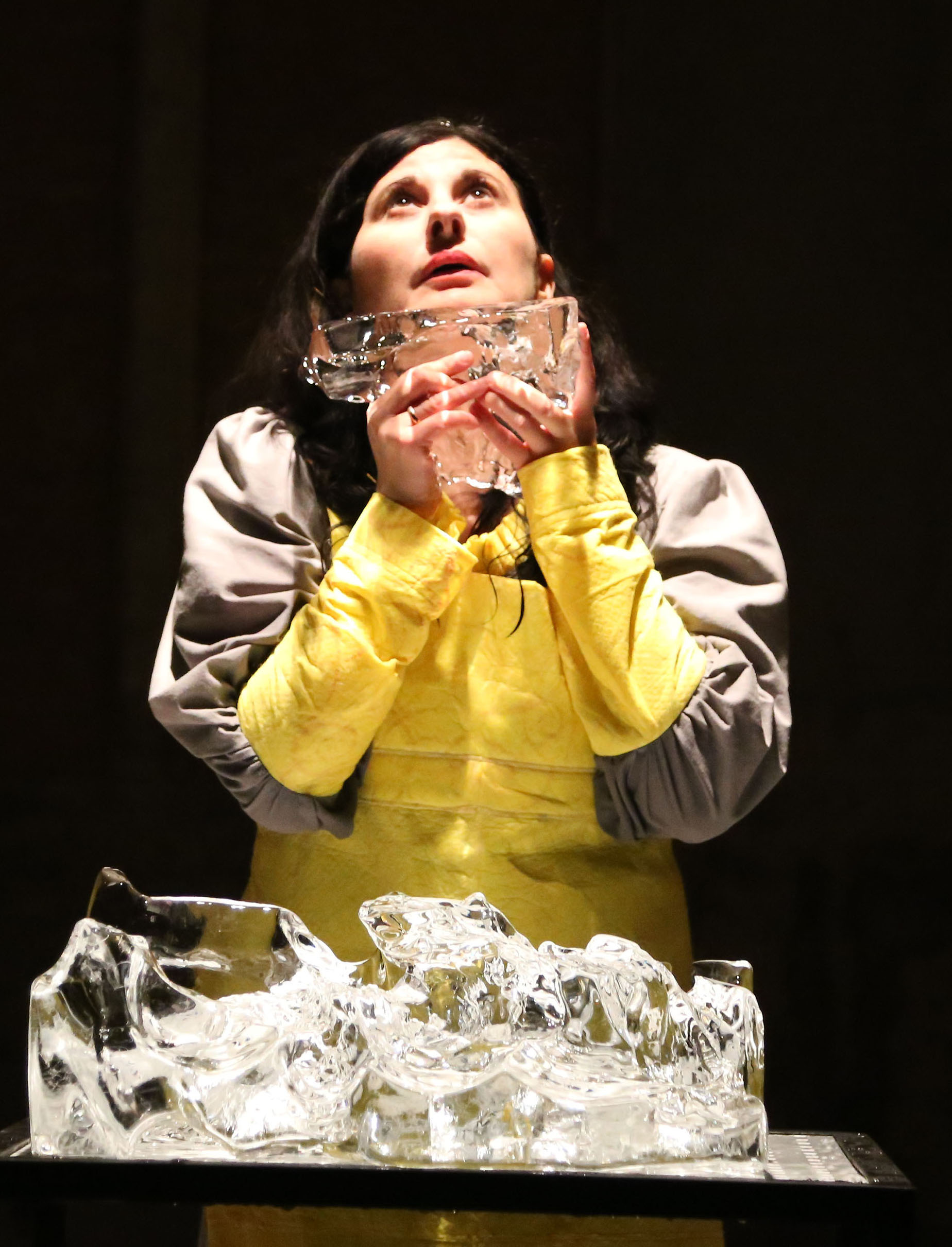
Nezaket Ekici (2019)

Nezaket Ekici (* 1. November 1970 in Kırşehir, Türkei) ist eine deutsche Performancekünstlerin. Sie machte sich international einen Namen mit ihrer Arbeit zum Konsum und zur Konsumkritik.

## Leben
Mit drei Jahren zog sie mit der Familie nach Deutschland. Sie erlebte ihre Kindheit in Duisburg. Nach einer dreijährigen Ausbildung zur Druckformherstellerin studierte sie von 1994 bis 2001 Kunstgeschichte und Kunstpädagogik in München (LMU/AdBK). Von 2001 bis 2003 studierte sie Performance und freie Kunst an der Hochschule für Bildende Künste Braunschweig bei Marina Abramović, mit dem Abschluss als Meisterschülerin 2004. Von 2003 bis 2007 war sie Mitglied der Independent Performance Group (IPG).
Ekici lebt und arbeitet in Berlin, Stuttgart und Istanbul.

## Werk
Ihr Werk umfasst vor allem Performances, Videos und Installationen. In über 60 Ländern präsentierte sie mehr als 250 verschiedene Performances auf vier Kontinenten. Ihre erste museale Retrospektive hatte sie 2011/2012 mit ihrer Ausstellung Personal Map, to be continued…, die im Rahmen des Projekt Kraftwerk Depot im MARTa Herford gezeigt wurde. Personal Map als Wanderausstellung, wurde 2013 im Cultuurcentrum De Bond, Brügge gezeigt. Einzelausstellung „Alles, was man besitzt, besitzt uns auch“ im Haus am Waldsee, Berlin (2015). Einzelausstellung „ArtperforMystery“ in der Bayerischen Akademie der Schönen Künste, München (2021).
Die Arbeit der Künstlerin basiert auf der gedanklichen Ausgestaltung von Ideen, die dem alltäglichen Leben entstammen und in Installationen und Performances zum Ausdruck kommen. Die kulturelle Atmosphäre, in der die Kunst geschieht und vor der diese zehrt, wird dabei ebenso thematisiert wie auch Abstrakta: Körperlichkeit, Zeit, Bewegung und Raum. In einem raumgreifenden, dynamischen und kultur-atmosphärisch aufgeladenen „Kunst-Geschehen“ im Sinne eines „Gesamtkunstwerks“ versucht die Künstlerin stets eine Interaktion mit dem Publikum zu etablieren. Die Interaktion zielt darauf ab, ein Denk-Feld für neue Assoziationen und Gedanken zu schaffen, welches zur Perpetuierung der Kommunikation über bestimmte, im Kunstwerk thematisierte kulturelle Phänomene anregt.
Die Künstlerin wird international von drei Galeristen vertreten, die auf vier Kontinenten weltweit verteilt liegen.

## Stipendien und Auszeichnungen
Sie erhielt zahlreiche Stipendien und Förderpreise, darunter
- 2002: Konrad-Adenauer-Stiftung des Jahres
- 2004: Stipendium Stiftung Künstlerhäuser Barkenhoff Worpswede
- 2005: Auslandsstipendium (Berliner Senat sowie DAAD) für Contemporary Art Center Istanbul
- 2005: Arbeitsstipendium Stiftung Kunstfonds Bonn
- 2006: Arbeitsstipendium Kunststiftung Baden-Württemberg
- 2007: Arbeitsstipendium Schloss Wiepersdorf
- 2008: Aufenthaltsstipendium FADO International Artists’ Residencies Toronto
- 2010: Projektförderung Karin Abt Straubinger Stiftung
- 2010: Arbeitsstipendium Bildende Kunst von Berliner Senat
- 2013: Residency Project SESC Sao Paulo
- 2013/2014: Kulturakademie Villa Tarabya Residency Istanbul
- 2015: Förderung durch den Hauptstadtkulturfonds[5]
- 2016/2017: Aufenthaltsstipendium, Der Rompreis der Deutschen Akademie Rom Villa Massimo[6]
- 2017: Finalistin Gabriele Münter Preis 2017
- 2017: Projektförderung  Stiftung Künstlerdorf Schöppingen
- 2018: Katalogförderung KAS „EHF 2010“  für  2018
- 2018: Universal Sea 2 Opencall Kunstpreis
- 2018: Recherche Stipendium des Berliner Senat für Ghana
- 2018: Paula Modersohn-Becker-Preis (Der Preis ist mit 7500 Euro dotiert).[7]
- 2019: Alumni Fond Kultur Akademie Tarabya Istanbul für Recherche Stipendium
- 2020: Berliner Stipendiatinnen und Stipendiaten Kulturaustauschstipendien des Landes Berlin NEW YORK,  ISCP NEW YORK, Sparte BILDENDE KUNST
- 2020: Artist in Residence Kunst. Konzept.Vermittlung, LMU München
- 2020/21: NEUSTART KULTUR. Sonderförderprogramm 20/21 der Stiftung Kunstfonds
- 2020: Projektförderung KAS „EHF 2020“ für 2020
- 2020: Alumni Fond Kultur Akademie Tarabya Istanbul für Digital darstellbare Projekte, Thema: „Pandemie und Panik“
- 2021: Aufenthaltsstipendium Kulturstiftung Schloss Wiepersdorf im Jahre 2021

## Projektförderungen durch Goethe-Institute
Mailand (2001); Damaskus (2003) Madrid (2005); Los Angeles (2006), Jakarta (2007), Amsterdam (2007), Istanbul (2008/2014/2018), Tiflis (2009/2013), Ankara (2009/2016/2019), Athen (2010), Vietnam (2010), Thessaloniki (2010), Ghana (2012), Tel Aviv (2015); Nigeria (2015), Dublin (2017), Montreal (2019), New York (2020), Thailand (2020)

## Ausstellungen seit 2001
2001
- Base.ment. 13 Installationen auf U6 Linie: Sala dei Concerti/der Kleinste Konzertsaal der Welt. München
- Emotion in Motion#3/Crema. Irish Museum of Modern Art, Kurator Marina Abramović, Dublin, Irland.
- The Body of Silence/Berlin Version von Nezaket Ekici. Zusammenarbeit mit Tania Bruguera, Kurator Jens Hoffmann, Kunst-Werke Berlin

2002
- Auf den zweiten Blick. Installation in der Ausstellungsreihe common ground #1, Klasse Marina Abramovic, im Haus Niedersachsen/Haus Schleswig-Holstein, Berlin
- Hullabelly in der Ausstellung Body Power/Power Play. Württembergischer Kunstverein, Stuttgart
- Die ewige Wiederkehr des Augenblicks in der Stipendiaten Ausstellung (EHF 2002). Konrad-Adenauer-Stiftung, Berlin

2003
- Emotion in Motion#5 in der Ausstellung Women’s Art Festival 5TH International. Aleppo/Syria
- Hullabelly in der Ausstellung Recycling the future. Biennale, Venedig
- Religious Moments in der Ausstellung 40 Heures/40 Stunden. Kloster La Tourette, Lyon

2004
- Fountain in der Ausstellung Loop Performance. P.S.1 Contemporary Art Center, New York
- Islamic Women in der Ausstellung Der Raum, Die Wand, Das Buch, MeisterschülerInnen Ausstellung. Galerie der Hochschule, Hochschule für Bildende Künste Braunschweig
- A Matter of Course in der Ausstellung Raumkonzepte. MARTa Herford

2005
- Living Spot in der Ausstellung GASAG Kunst am Bau. Berlin
- Inafferrabile/Greifbar Fern in 1. Performance-Festival Schleswig-Holstein auf Gut Salzau.
- Nobles Opak in der Ausstellung Persistent and Gradual Loss of Self-Control. Van Gogh Museum, Amsterdam

2006
- Blessed are the Merciful. Galerie Feigen, New York
- Into me, Out of me. P.S.1, New York
- All for one, One for all. Aeroplastics Contemporary, Brüssel
- Meltem of Istanbul. Proje4L/Elgiz Museum of Contemporary Art, Istanbul

2007
- Double Bind. DNA Galerie, Berlin
- MoMA (New York) in Berlin
- Into me out of me. Kunst-Werke Berlin
- Blind, Staatsgalerie Stuttgart

2009
- Umgestülpt, Kunstmuseum Heidenheim
- Kopfsonate, Claire Oliver Gallery NYC

2010
- Alles Fließt, Kunstverein Friedrichshafen

2011
- Personal Map, to be Continued, Marta Museum Herford
- Gravity, Städtische Galerie Bremen

2012
- First Contact, Galerie am Körnerpark, Kreativraum, Berlin
- In Relation, Collebration Exhibition Nezaket Ekici & Shahar Marcus, Braverman Gallery Tel Aviv
- Imagine, Selected works about food 2002-2012, Pi ARTWORKS Istanbul

2013
- Islamic Chapel, Städtische Gallery Ostfildern

2014
- (After) Love as Last Sight, Pi ARTWORKS London

2015
- Installation „PostIt“ in der Parkanlage vor dem Landgericht Dresden.[8][9]
- Einzelausstellung „Alles, was man besitzt, besitzt auch uns“ (Performances, Installationen, Videos), Haus am Waldsee.[10]

## Sammlungen
- Proje4L/Elgiz Museum of Contemporary Art, Istanbul
- GASAG (Unternehmen), Berlin, Deutschland
- Culturale Pamplona (Ständige Ausstellung), Spanien
- İstanbul Modern (Ständige Ausstellung), Istanbul
- Montreal Museum (Museum of Fine Arts Canada), Canada
- Kunstmuseum Heidenheim, Deutschland
- Momentum Collection, Berlin, Deutschland
- Museum Marta Herford, Deutschland
- Foundation Francès, Senlis, Frankreich
- Koc Foundation (Contemporary Art Collection), Istanbul
- Samdani Artfoundation, Bangladesch
- APT Dubai
- Videosight, Foundation,  Turin, Italy
- Luciano Benetton Collection, Italy
- Huma Kabakci Collection, Istanbul, Turkey
- The Petach Tikva Museum of Art, Petach Tikva, Israel
- Schloss Esterházy, Eisenstadt, Austria
- Museum of Islamic and Near Eastern Cultures, Be'er Sheva